# Terminal Guarapiranga
Guarapiranga es un terminal de ómnibus de la ciudad de São Paulo. Ubicado en la región sudoeste de la ciudad, en la Estrada do M'Boi Mirim y cercana al Parque Guarapiranga. Es atendida por 10 líneas y 2 más de pasaje.

## En operación
| Línea | Prefijo | Destino                   |
| ----- | ------- | ------------------------- |
| 637A  | 26      | Pinheiros                 |
| 737G  | 10      | Terminal Santo Amaro      |
| 5129  | 10      | Jardim Miriam             |
| 5185  | 10      | Parque Dom Pedro II       |
| 5391  | 21      | Largo São Francisco       |
| 6010  | 10      | Chácara Santa Maria       |
| 6019  | 10      | Jardim Alfredo (CIRCULAR) |
| 6035  | 21      | Vila Gilda                |
| 6505  | 10      | Terminal Bandeira         |
| 7710  | 10      | Metro Ana Rosa            |

## Líneas de pasaje
| Línea | Prefijo | Terminal Primaria   | Terminal Secundária |
| ----- | ------- | ------------------- | ------------------- |
| 745M  | 10      | Campo Limpo         | Shopping SP Market  |
| 6258  | 31      | Jd. Santa Margarida | Jardim Ibirapuera   |

- Datos: Q9086186